# مدل (ریخته‌گری)
مدل ریخته‌گری (Pattern): قطعه ای یک یا چند تکه، ساخته شده از چوب، فلز، گچ یا مواد پلاستیک که نقش منفی متناظر خود را در مادهٔ قالبگیری ایجاد می کند.

## مدل‌سازی
مدل‌سازی (Pattern making)عبارت است از طراحی و ساخت مدل‌های ریخته گری.

## انواع مدل
- مدل یک تکه
- مدل دو نیمه
- مدل چند تکه
- مدل مرکب
- مدل نصب شده
- مدل آزاد
- مدل با قطعهٔ آزاد
- مدل طبیعی
- مدل اولیه، مدل مادر، مدل دو انقباضی
- مدل تک انقباضی، مدل کاری
- مدل استاندارد
- مدل موقت
- مدل ساده شده
- مدل راهگاه
- مدل راهگاه دار
- مدل پیچی
- مدل (پشت) تخت
- مدل اسکلتی، مدل کلافی
- مدل متحنی، مدل قوس دار
- مدل توفال کوب، مدل تخته کوب
- مدل ذوب شونده
- مدل یکبار مصرف
- مدل مومی
- مدل چوبی
- مدل فلزی
- مدل آلومینیومی
- مدل برنجی
- مدل چدنی
- مدل گچی
- مدل پلاستیکی
- مدل لاستیکی
- مدل اپوکسی، مدل آرالدیتی
- مدل توپر
- مدل تو خالی
- مدل صفحه ای یک رو
- مدل صفحه ای دورو
- مدل صفحه ای ریختگی
- مدل صفحه ای کلیشه ای
- مدل صفحه ای متقارن، مدل صفحه ای پشت و رو